# 김도현 (2004년)
김도현(한국 한자: 金道現, 2004년 5월 12일 ~ )은 대한민국의 축구 선수로, 포지션은 공격수이다. 현 K리그1의 강원 FC 소속이다.

## 프로 이전
울산 현대 유스인 현대중학교, 현대고등학교를 거친 울산 현대 성골 유스 중 한 명이다. 3학년이었던 2022년에는 주장 완장을 차고 경기에 나서기도 했다.

## 선수 경력
김도현은 우선 지명을 통해 울산 현대에 입단을 확정지음과 동시에 프로 직행 선수로 지명했지만, 충북청주 FC로 1년 임대이적하였다.